# Jerzy Detko
Jerzy Detko (ur. 8 sierpnia 1939 w Warszawie) – polski muzyk jazzowy, saksofonista i klarnecista, w młodości lekkoatleta, wieloboista.

## Życiorys
Urodził się w rodzinie Mieczysława (1912–1984) i Genowefy Detko. Ukończył Technikum Wychowania Fizycznego (TWF) oraz Studium Nauczycielskie Wychowania Fizycznego w Gdańsku.
W latach 60. XX w. był zawodnikiem klubu sportowego Wybrzeże Gdańsk, czołowym dziesięcioboistą w Polsce. Wystąpił w tej konkurencji na mistrzostwach Europy w 1966 w Budapeszcie, gdzie zajął 13. miejsce. W dziesięcioboju lekkoatletycznym był trzykrotnym mistrzem Polski (1963, 1965 i 1968), wicemistrzem (1966 i 1967) oraz brązowym medalistą (1964 i 1969). Trzykrotnie poprawiał rekord Polski w dziesięcioboju doprowadzając go do wyniku 7324 pkt. (według obecnej punktacji 7150 pkt., 11 czerwca 1967, Białogard), co było najlepszym wynikiem w jego karierze. W 1968 wystąpił w meczu reprezentacji Polski z Włochami, zajmując 4. miejsce w dziesięcioboju.
W latach 1963–1966 był zatrudniony w KW MO w Gdańsku na stanowiskach oficera operacyjnego i śledczego.
Od lat 70. gra jazz tradycyjny jako saksofonista i klarnecista. Jego pierwszy zespół nazywał się Dekathlon Dixiland Jazz Band. Od końca lat 80. jest liderem zespołu Detko Band.
Jerzy Detko jest kierownikiem Studium Wychowania Fizycznego Gdańskiej Wyższej Szkoły Humanistycznej.
Żonaty z Jolantą, ojciec Adama, saksofonisty, konferansjera, właściciela firmy doradczej LA CASA.

## Odznaczenia i nagrody
- Srebrny Medal „Zasłużony Kulturze Gloria Artis” (25 września 2007)[10]
- Medal Księcia Mściwoja II za całokształt działalności sportowej i artystycznej promującej Gdańsk (2013)[7]
- Nagroda Prezydenta Miasta Gdańska w Dziedzinie Kultury z okazji jubileuszu 30-lecia pracy artystycznej (2001)[11]
- Nagroda Prezydenta Miasta Gdańska w Dziedzinie Kultury z okazji jubileuszu 35-lecia pracy artystycznej (2006)[11]